# 天宫空间站舱外活动列表
天宫空间站舱外活动列表，本表列出了所有在天宫空间站执行的舱外活动。
2021年7月4日，神舟十二号乘组中的刘伯明、汤洪波执行了在天宫空间站的首次舱外活动。在此之前，中国载人航天工程的唯一一次出舱活动于2008年9月27日由神舟七号乘组成员翟志刚与刘伯明完成，时长约20分钟。
2024年12月17日，神舟十九号乘组中的蔡旭哲、宋令东执行了出舱活动，时长约9小时6分钟。这是人类单次太空出舱时长的新纪录。在此之前，纪录是被2001年的STS-102任务保持在8小时56分钟。
天宫空间站舱外活动使用的舱外服为第二代飞天舱外航天服，先后共有三套飞天舱外服随航天器发射入轨，配置在天宫空间站，编号依次为A、B、C。为了在多名航天员同时使用飞天舱外服进行舱外活动时方便区分，这三套服装配有标识色带（舱外服A为“国旗红”，舱外服B为“太空蓝”，舱外服C为“国旗黄”）。舱外服A和B于2021年4月29日随天和核心舱发射，自神舟十二号第一次出舱活动（总第1次）起开始使用；舱外服C则于2021年9月20日由天舟三号运送至天宫空间站，自神舟十三号第一次出舱活动（总第3次）起开始使用。（各套舱外服具体使用记录见第二代飞天舱外航天服使用列表）

## 舱外活动列表
| 序号 | 航天任务         | 航天员                      | 出舱舱段   | 开始时间             | 结束时间             | 时间长度    | 工作内容 |
| ---- | ---------------- | --------------------------- | ---------- | -------------------- | -------------------- | ----------- | --- |
| 1    | 神舟十二号 第1次 | 刘伯明, 第2次 汤洪波, 第1次 | 天和核心舱 | 2021年7月4日 08:11   | 2021年7月4日 14:57   | 6小时46分钟 | 舱外活动相关设备组装、全景相机抬升等                                                                                        |
| 2    | 神舟十二号 第2次 | 聂海胜, 第1次 刘伯明, 第3次 | 天和核心舱 | 2021年8月20日 08:38  | 2021年8月20日 14:33  | 5小时55分钟 | 舱外扩展泵组安装、全景相机D抬升等                                                                                           |
| 3    | 神舟十三号 第1次 | 翟志刚, 第2次 王亚平, 第1次 | 天和核心舱 | 2021年11月7日 18:51  | 2021年11月8日 01:16  | 6小时25分钟 | 机械臂悬挂装置与转接件安装、舱外典型动作测试等                                                                              |
| 4    | 神舟十三号 第2次 | 翟志刚, 第3次 叶光富, 第1次 | 天和核心舱 | 2021年12月26日 18:44 | 2021年12月27日 00:55 | 6小时11分钟 | 全景相机C抬升、舱外作业点脚限位器安装及相关工效验证、携物转移验证等                                                         |
| 5    | 神舟十四号 第1次 | 陈冬, 第1次 刘洋, 第1次     | 问天实验舱 | 2022年9月1日 18:26   | 2022年9月2日 00:33   | 6小時7分钟  | 问天舱扩展泵组安装、问天舱全景相机抬升、舱外自主应急返回验证等                                                              |
| 6    | 神舟十四号 第2次 | 陈冬, 第2次 蔡旭哲, 第1次   | 问天实验舱 | 2022年9月17日 13:35  | 2022年9月17日 17:47  | 4小时12分钟 | 舱外助力手柄安装、载荷回路扩展泵组安装、舱外救援验证等                                                                      |
| 7    | 神舟十四号 第3次 | 陈冬, 第3次 蔡旭哲, 第2次   | 问天实验舱 | 2022年11月17日 11:16 | 2022年11月17日 16:50 | 5小时34分钟 | 天和核心舱与问天实验舱舱间连接装置、天和核心舱与梦天实验舱舱间连接装置安装、问天实验舱全景相机A抬升和小机械臂助力手柄安装等 |
| 8    | 神舟十五号 第1次 | 费俊龙, 第1次 张陆, 第1次   | 问天实验舱 | 2023年2月9日 17:10   | 2023年2月10日 00:16  | 7小时6分钟  | 舱外扩展泵组安装、跨舱线缆安装接通、舱外载荷暴露平台支撑杆安装等 时间长度 ≥ 27 小时                                         |
| 9    | 神舟十五号 第2次 | 费俊龙, 第2次 张陆, 第2次   | 问天实验舱 | 2023年2月28日        | 2023年2月28日        |             | 舱外扩展泵组安装、跨舱线缆安装接通、舱外载荷暴露平台支撑杆安装等 时间长度 ≥ 27 小时                                         |
| 10   | 神舟十五号 第3次 | 费俊龙, 第3次 张陆, 第3次   | 问天实验舱 | 2023年3月30日        | 2023年3月30日        |             | 舱外扩展泵组安装、跨舱线缆安装接通、舱外载荷暴露平台支撑杆安装等 时间长度 ≥ 27 小时                                         |
| 11   | 神舟十五号 第4次 | 费俊龙, 第4次 张陆, 第4次   | 问天实验舱 | 2023年4月15日        | 2023年4月15日        |             | 舱外扩展泵组安装、跨舱线缆安装接通、舱外载荷暴露平台支撑杆安装等 时间长度 ≥ 27 小时                                         |
| 12   | 神舟十六号 第1次 | 景海鹏, 第1次 朱杨柱, 第1次 | 问天实验舱 | 2023年7月20日 13:45  | 2023年7月20日 21:40  | 7小时55分钟 | 核心舱全景相机B在轨支架安装及抬升、梦天舱全景相机A和B解锁及抬升                                                             |
| 13   | 神舟十七号 第1次 | 汤洪波, 第2次 唐胜杰, 第1次 | 问天实验舱 | 2023年12月21日 14:10 | 2023年12月21日 21:35 | 7小时25分钟 | 天和核心舱太阳翼修复试验 |
| 14   | 神舟十七号 第2次 | 汤洪波, 第3次 江新林, 第1次 | 问天实验舱 | 2024年3月2日 05:40   | 2024年3月2日 13:32   | 7小时52分钟 | 天和核心舱太阳翼维修工作，评估分析太阳翼发电性能状态，对空间站舱体状态进行了巡检                                            |
| 15   | 神舟十八号 第1次 | 叶光富, 第2次 李广苏, 第1次 | 问天实验舱 | 2024年5月28日 10:35  | 2024年5月28日 18:58  | 8小时23分钟 | 空间站空间碎片防护装置安装、舱外设备设施巡检等任务。                                                                        |
| 16   | 神舟十八号 第2次 | 叶光富, 第3次 李聪, 第1次   | 问天实验舱 | 2024年7月3日 16:19   | 2024年7月3日 22:51   | 6小时32分钟 | 为空间站舱外管路、电缆及关键设备安装空间碎片防护装置，完成舱外巡检。                                                        |
| 17   | 神舟十九号 第1次 | 蔡旭哲, 第3次 宋令东, 第1次 | 问天实验舱 | 2024年12月17日 12:51 | 2024年12月17日 21:57 | 9小时6分钟  | 空间站空间碎片防护装置安装、舱外设备设施巡检及处置等任务。                                                                  |
| 18   | 神舟十九号 第2次 | 蔡旭哲, 第4次 宋令东, 第2次 | 问天实验舱 | 2025年1月20日 16:55  | 2025年1月21日 01:12  | 8小时17分钟 | 空间站空间碎片防护装置安装、舱外设备设施巡检等任务。                                                                        |
| 19   | 神舟十九号 第3次 | 蔡旭哲, 第5次 宋令东, 第3次 | 问天实验舱 | 2025年3月21日 13:45  | 2025年3月21日 20:50  | 7小时5分钟  | 空间站空间碎片防护装置及舱外辅助设施安装、舱外设备设施巡检等任务。                                                          |
| 20   | 神舟二十号 第1次 | 陈冬, 第4次 陈中瑞, 第1次   | 天和核心舱 | 2025年5月22日 08:50  | 2025年5月22日 16:49  | 7小时59分钟 | 空间站空间碎片防护装置安装、舱外设备设施巡检及处置等任务。                                                                  |
| 21   | 神舟二十号 第2次 | 陈冬, 第5次 陈中瑞, 第2次   | 问天实验舱 | 2025年6月26日 15:04  | 2025年6月26日 21:29  | 6小时25分钟 | 空间站空间碎片防护装置及舱外平台脚限适配器和接口转接件安装、舱外设备设施巡检及处置等任务。                                  |
| 22   | 神舟二十号 第3次 | 陈冬, 第6次 王, 第1次       | 问天实验舱 | 2025年8月15日 16:00  | 2025年8月15日 22:47  | 6小时47分钟 | 空间站空间碎片防护装置及舱外辅助设施安装、使用照相机和热成像仪对舱外设备设施巡检等任务。                                    |